# Real Alternative
Real Alternative es un códec para Microsoft Windows diseñado para reproducir archivos RMVB, que normalmente requieren RealPlayer, con cualquier reproductor de vídeo.
Este códec, hace posible que cualquier reproductor de medios instalado pueda reproducir los siguientes formatos de archivo:
- RealAudio (.ra.rpm)
- RealMedia (.rm.ram.rmvb.rpx.smi.smil)
- RealText (.rt)
- ReadPix (.rp)
- Contenido RealMedia embebido en páginas web